# Sonia M'Barek
Pour les articles homonymes, voir M’Barek.
Sonia M'Barek (arabe : سنيا مبارك), également orthographié Sonia Mbarek, née le 5 juin 1969 à Sfax, est une politologue et personnalité culturelle tunisienne. Elle est ministre de la Culture de janvier à août 2016.

## Biographie

### Formation
Née en 1969 à Sfax,, élève du Conservatoire national de musique de Tunis, elle obtient un diplôme de musique arabe en 1986, puis un baccalauréat A2 (philosophie-lettres) au lycée Pierre-Mendès-France en 1989.
Titulaire d'une maîtrise en droit public de la faculté de droit et des sciences politiques de l'université de Tunis - El Manar (1996), elle y obtient un diplôme d'études approfondies en science politiques en 2000. En 2017, elle y obtient un doctorat en sciences politiques après avoir soutenu le 13 avril une thèse portant sur le statut du musicien en Tunisie.

### Carrière académique
Chercheuse en science politique, elle est membre de l'Association tunisienne des études internationales de 1995 à 1998, du laboratoire « État, société et culture » dans la faculté de droit et des sciences politiques de l'université de Tunis - El Manar de 2007 à 2010 et de l'Observatoire tunisien de la transition démocratique dès 2011.
Maître-assistante à l'Institut supérieur de musicologie de Tunis, elle y enseigne les droits de l'homme, les droits d'auteur et la gestion des projets et contrats artistiques ainsi que les techniques de chants arabo-andalous et tunisiens. Elle anime par ailleurs conférences, classes de maître, direction de chorales et concerts de chant arabo-andalou en Tunisie, dans le monde arabe, en Europe et aux États-Unis.
Elle est également présidente du conseil scientifique du Centre de la musique arabe et méditerranéenne de Tunis et chercheuse enseignante à l'Institut international d'études avancées du Collegium de Lyon, de septembre 2019 à juin 2020.

### Engagements

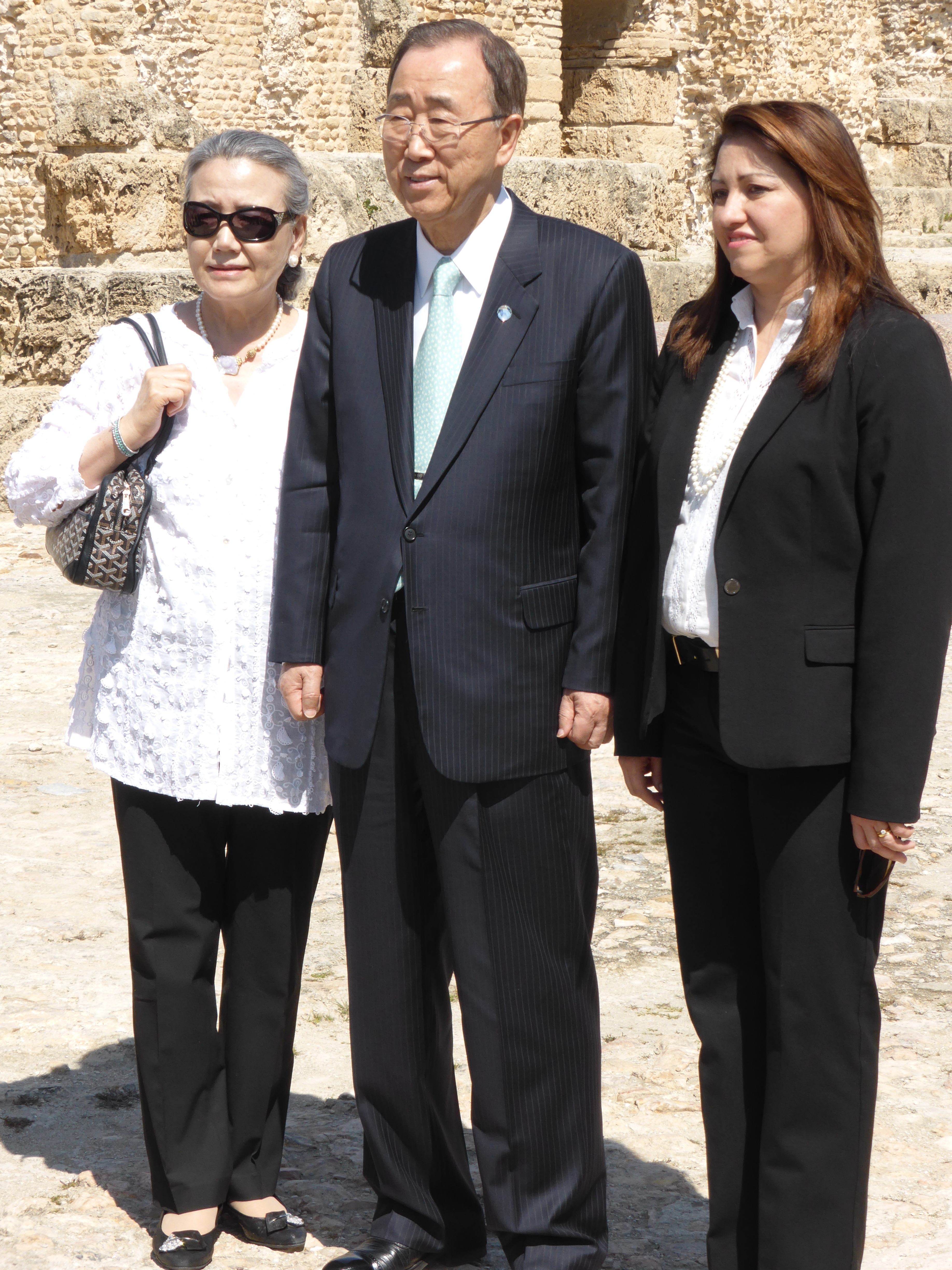
Sonia M'Barek accompagnée de Ban Ki-moon et son épouse (2016).

Membre du comité exécutif de l'association de La Rachidia pour la musique classique (2002-2005) et de l'Association tunisienne de lutte contre le cancer (2006-2008), elle est aussi membre-experte au conseil d'administration de l'Organisme tunisien des droits d'auteur et des droits voisins (2007-2015), membre de la commission de la culture et de l'éducation à l'Institut tunisien des études stratégiques, présidente de l'Observatoire tunisien de la transition démocratique (2011) et du bureau exécutif du Prix Ziriab pour la sauvegarde et la promotion de la musique arabo-andalouse dans l'espace méditerranéen (2014).
Entre 2005 et 2008, elle est directrice du Festival de la musique tunisienne, organisé par le ministère de la Culture, et devient ainsi la première femme à occuper un tel poste. Elle est par ailleurs membre de l'Association des études internationales dès 1995, membre du bureau exécutif de La Rachidia de 2001 à 2003 et, de 2006 à 2008, ambassadrice de bonne volonté de l'Association tunisienne de lutte contre le cancer. À partir de 2012, elle est conseillère artistique de l'ONG Al Boustane, afin de promouvoir la culture arabe aux États-Unis.
En 2014 et 2015, elle est la première femme à diriger le Festival international de Carthage,.
Le 6 janvier 2016, elle est nommée ministre de la Culture dans le gouvernement de Habib Essid. Elle quitte son poste le 27 août de la même année.

### Carrière musicale

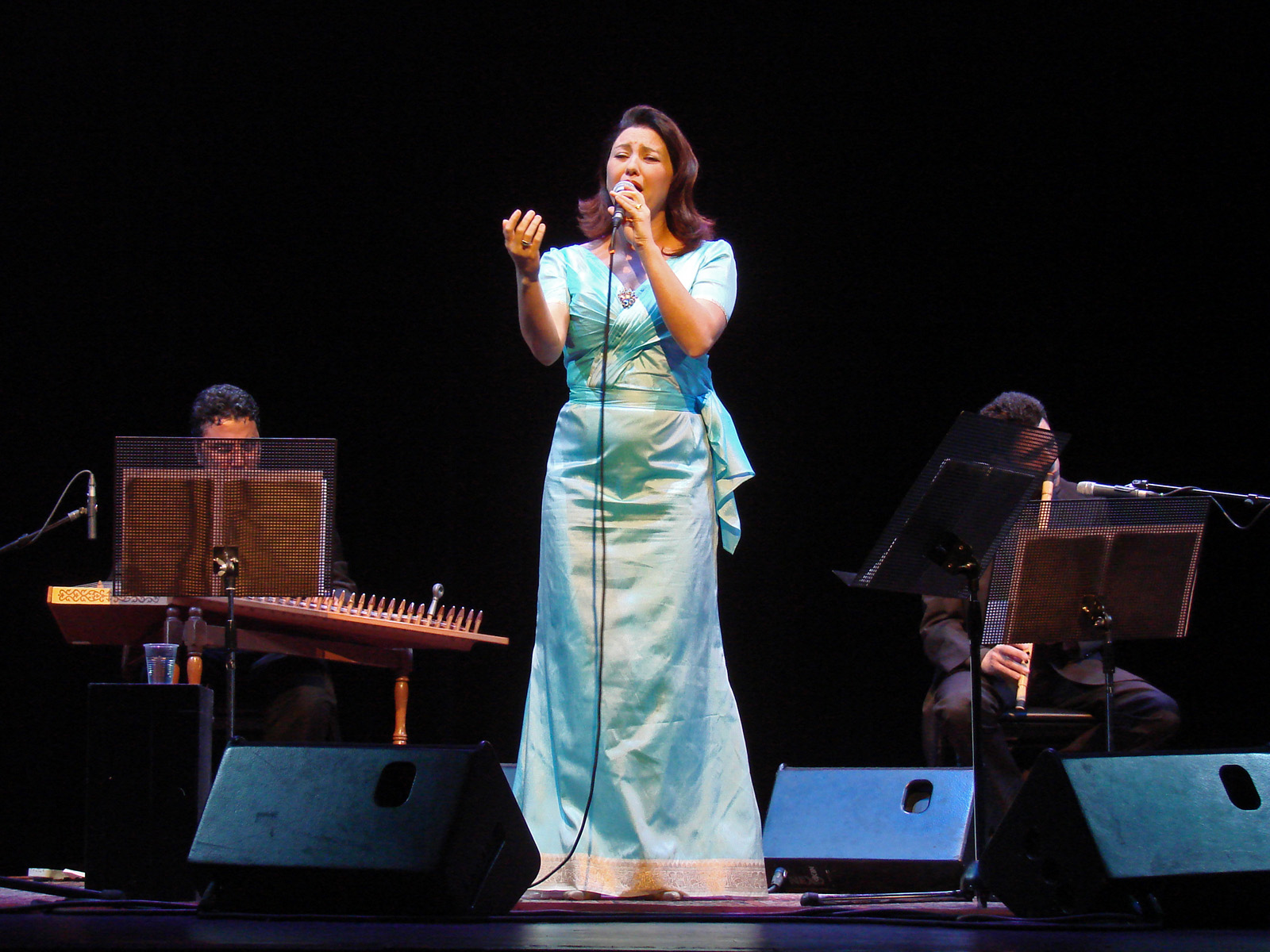
Sonia M'Barek lors d'un concert à l'Institut du monde arabe en 2009.

À l'âge de neuf ans, elle interprète des chants traditionnels pour la première fois en soliste, sous la direction de Tahar Gharsa, sur la scène du Théâtre municipal de Tunis. À douze ans, elle fait sa première apparition à la télévision en interprétant une chanson pour enfants composée et chantée en duo avec Adnène Chaouachi : Ahkili aliha ya baba, ; c'est le succès de la chanson qui la lance dans le domaine artistique. Elle est consacrée meilleure voix de l'année au cours du Festival de la chanson tunisienne 1987, où elle obtient le prix de la meilleure chanson avec le compositeur tunisien Rachid Yeddes (Khali el hozn baîd alik). En 1990, elle réalise son premier spectacle de création inspiré des musiques du monde, « Musiques sans frontières », qu'elle présente au Festival international d'Hammamet.
En 1992, Sonia M'Barek sort son premier album, intitulé Liberté. Entre 1993 et 1994, elle travaille avec succès avec l'oudiste Ali Sriti et son élève Anouar Brahem,avec lesquels elle présente plus de trente concerts de musique classique, donnant lieu à l'édition du CD Tarab. En 1997, elle lance son deuxième album solo, Tawchih, puis, en 1999, Takht, qui est distribué dans toute l'Europe, aux États-Unis et au Japon, à travers la maison de disques allemande World Network et pour lequel elle obtient le Diapason d'or 2000.
En 2000, elle donne un concert au Kennedy Center de Washington à l'occasion du National Summit on Africa. Au cours de cette année et à l'occasion de la Journée mondiale de la francophonie, elle donne un concert au siège de l'ONU à New York (Auditorium Dag-Hammarskjöld). Elle participe également au Festival Voix de femmes à Bruxelles, où elle donne le concert d'ouverture aux Halles de Schaerbeek. Sonia M'Barek lance ensuite les albums Tir El Menyar en 2003 et Romances en 2004.

### Vie privée
Sonia M'Barek est mariée et mère de deux enfants,.

## Distinctions

### Décorations
- Officier (2002[12]) puis commandeur (2007[13]) de l'Ordre tunisien du Mérite ;
- Officier (2006[14]) puis commandeur (2015[15]) de l'Ordre de la République tunisienne.

### Prix et récompenses
- Prix Didon de l'excellence féminine (Tunisie, 1995)[3] ;
- Diapason d'or pour son CD Takht (France, 2000)[3] ;
- Médaille de la ville de Clermont-Ferrand pour l'échange interculturel (France, 2011)[3] ;
- Prix Fatima al-Fihriya pour la promotion de l'accès de la femme à la formation et aux responsabilités professionnelles en Méditerranée (Tunisie, 2018)[3],[16].

## Discographie
- Liberté (1992)
- Tarab (1994)
- Tawchih (1997)
- Takht (1999)
- Tir El Menyar (2003)
- Romances (2004)

## Publications
- Le Statut du musicien en Tunisie : état des lieux de la politique musicale : approche sociologique, Paris, L'Harmattan, coll. « Musiques et Champ social », 2018, 310 p. (ISBN 978-2-343-14230-2)[17].